# 托纳潘迪暴动

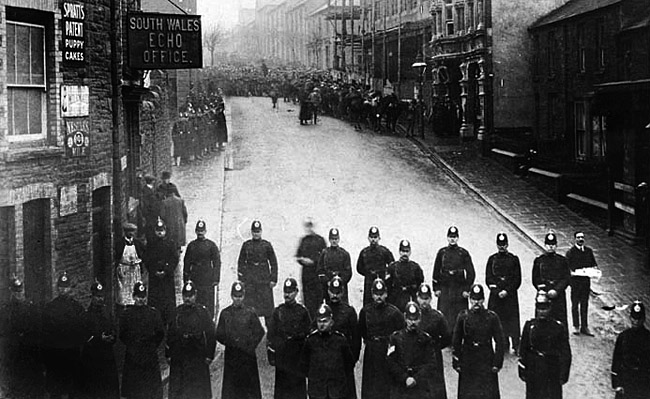
暴動期間警察封鎖街道

托纳潘迪暴動（英語：Tonypandy riots）最初是指1910年11月8日晚上的事件，當時罷工者打破英國威爾斯朗達卡嫩塔夫市托纳潘迪商舖的窗戶，與格拉摩根郡警察進行大規模格鬥，而布里斯托警察也來支援。
約瑟芬·鐵伊的小說《時間的女兒》中將此暴動簡稱為托纳潘迪，用來泛指任何出於政治或其他因素而被過度誇大或炒作的歷史事件，特別是指那些成為傳奇而知道真相的人全都袖手旁觀的事件(P.112)

## 由來
托纳潘迪是南威爾斯的一處。根據歷史記載，1901年時，政府派軍隊射殺罷工抗議的威爾斯礦工。但事實上卻是朗達谷有部分群眾失去控制，格拉馬干的警長於是要求內政部派兵，而當時的首相邱吉爾認為軍隊面對暴亂的群眾有可能擦槍走火而派出無武裝的首都警察，唯一的流血事件只不過是流鼻血，然而內政部長卻為了這次「史無前例的干預」而在下議院受到批評。
在書中所提及的托纳潘迪包括波士頓大屠殺(「一群暴民向一個衛崗哨丟石頭，總共只死了四個人」P.110)。